# Parexel
Die Parexel International (MA) Corporation ist einer der weltweit führenden Dienstleister für biopharmazeutische Forschung. Sie führt im Auftrag von Kunden aus dem Pharmabereich klinische Studien durch, begleitet und beschleunigt dadurch die Arzneimittelzulassung, und bietet eine Vielzahl weiterer Dienstleistungen rund um klinische Studien an. Parexel ist das weltweit zweitgrößte Auftragsforschungsinstitut und war an der Entwicklung von etwa 95 % der 200 heute auf dem Markt meistverkauften Biopharmazeutika beteiligt.

## Geschichte
Parexel wurde 1982 von Josef von Rickenbach und der organischen Chemikerin Anne B. Sayigh gegründet. Ursprünglich sollten japanische und deutsche Unternehmen bezüglich des Ablaufs des FDA-Zulassungsverfahren beraten werden. Das Unternehmen ist über die Jahre hinweg und durch 40 Übernahmen organisch gewachsen. Rickenbach hat die Kultur und die Praxis von Parexel auf Grundlage der Prinzipien etabliert, die er als Forscher bei Schering-Plough in Luzern erlebt hat.
1990 expandierte das Unternehmen international und etablierte neue Geschäftsbereiche. 1999 zählte es 4500 Angestellte und 45 Niederlassungen. In den 2000er Jahren wuchs die Mitarbeiterzahl auf über 18.000 an.
Das Unternehmen wurde von der Privatkapitalgesellschaft Pamplona Capital Management für etwa 5 Milliarden US-Dollar übernommen. Das Geschäft wurde im September 2017 abgeschlossen. Nach der Übernahme gab es verschiedene Veränderungen im Unternehmen. So wurde auch der Standort von Parexel in Deutschland 2019 erheblich verkleinert und eine große Anzahl der zum damaligen Zeitpunkt noch rund 1000 verbliebenen Stellen in Berlin abgebaut.

## Aktivitäten
Zu den geschäftlichen Aktivitäten von Parexel gehören verschiedene Dienstleistungen rund um klinische Studien: Probandensuche und -betreuung, Daten- und Projektmanagement, Medikamententransport und Sicherheitsdienste.
Das Unternehmen veröffentlicht das jährlich erscheinende PAREXEL R&D Statistical Sourcebook, betreibt die Parexel-Academy und berät die besten 50 biopharmazeutischen und die besten 30 biotechnologischen Unternehmen.

## TGN1412 Klinische Studie
Im März 2006 traten bei einer Studie, die Parexel im Auftrag des inzwischen insolventen Biotechnologieunternehmens TeGenero durchführte, im Northwick Park Hospital in London bei sechs gesunden Freiwilligen schwere Entzündungsreaktionen und multiples Organversagen auf. Getestet wurde der monoklonale Antikörper TGN1412, der zur Behandlung von rheumatischer Arthritis, Multipler Sklerose oder Leukämie zum Einsatz kommen sollte. Der Antikörper wurde zuvor an Tieren getestet, dies war der erste Versuch an Menschen.
Nachdem die Versicherungspolice von TeGenero nicht in der Lage war für eine ausreichende Entschädigung aufzukommen, wurde Parexel durch Anwälte, die die zu Schaden gekommenen Freiwilligen vertraten, zum Ziel von Gerichtsverfahren. Als das haftende Unternehmen daraufhin Konkurs anmeldete, leiteten die Anwälte der freiwilligen Probanden ein Gerichtsverfahren gegen Parexel und die beiden Parteien, die später in die Gespräche eintraten, ein. Die Ergebnisse dieser Zusammenkunft wurden nicht veröffentlicht.
Ein Dokumentarfilm, der am 28. September 2006 in Großbritannien ausgestrahlt wurde und den Journalisten Brian Deer in der „Dispatches“-Reihe von Channel 4 zeigte, wies Unklarheiten über die Existenz von Daten auf, die TeGenero vor der Studie der Medicines and Healthcare products Regulatory Agency (MHRA) hätte vorlegen müssen. Dabei hätte darauf hingewiesen werden müssen, ob TGN1412 in menschlichem Blut adäquat in vitro getestet wurde. Es gab außerdem Bedenken, ob eine für Menschen ungefährliche Dosierung entsprechend von TeGenero eingehalten wurde. Die MHRA kam jedoch zu dem Schluss, dass keines der involvierten Unternehmen für den Ausgang des Tests verantwortlich gemacht werden konnte und dass die unerwünschten Ereignisse, die aufgetreten waren, höchstwahrscheinlich durch eine unvorhergesehene Wirkung des Antikörpers im menschlichen Körper ausgelöst wurden.